# Cyathocline
Cyathocline là một chi thực vật có hoa trong họ Cúc (Asteraceae).

## Loài
Chi Cyathocline gồm các loài: